# Suno
Suno (piemontesisch Suna oder Sün, lombardisch Sön) ist eine Gemeinde mit 2676 Einwohnern (Stand 31. Dezember 2023) in der italienischen Provinz Novara (NO), Region Piemont.
Die Gemeinde besteht aus den Ortsteilen Baraggia, Mottoscarone, Piana, Pieve und Suno. Die Nachbargemeinden sind Agrate Conturbia, Bogogno, Cavaglietto, Cressa, Fontaneto d’Agogna, Mezzomerico und Vaprio d’Agogna. Der Schutzpatron des Ortes ist San Genesio di Arles e San Genesio di Roma.

## Geographie
Der Ort liegt auf einer Höhe von 250 m über dem Meeresspiegel.
Das Gemeindegebiet umfasst eine Fläche von 21 km².